# Karabiniéři

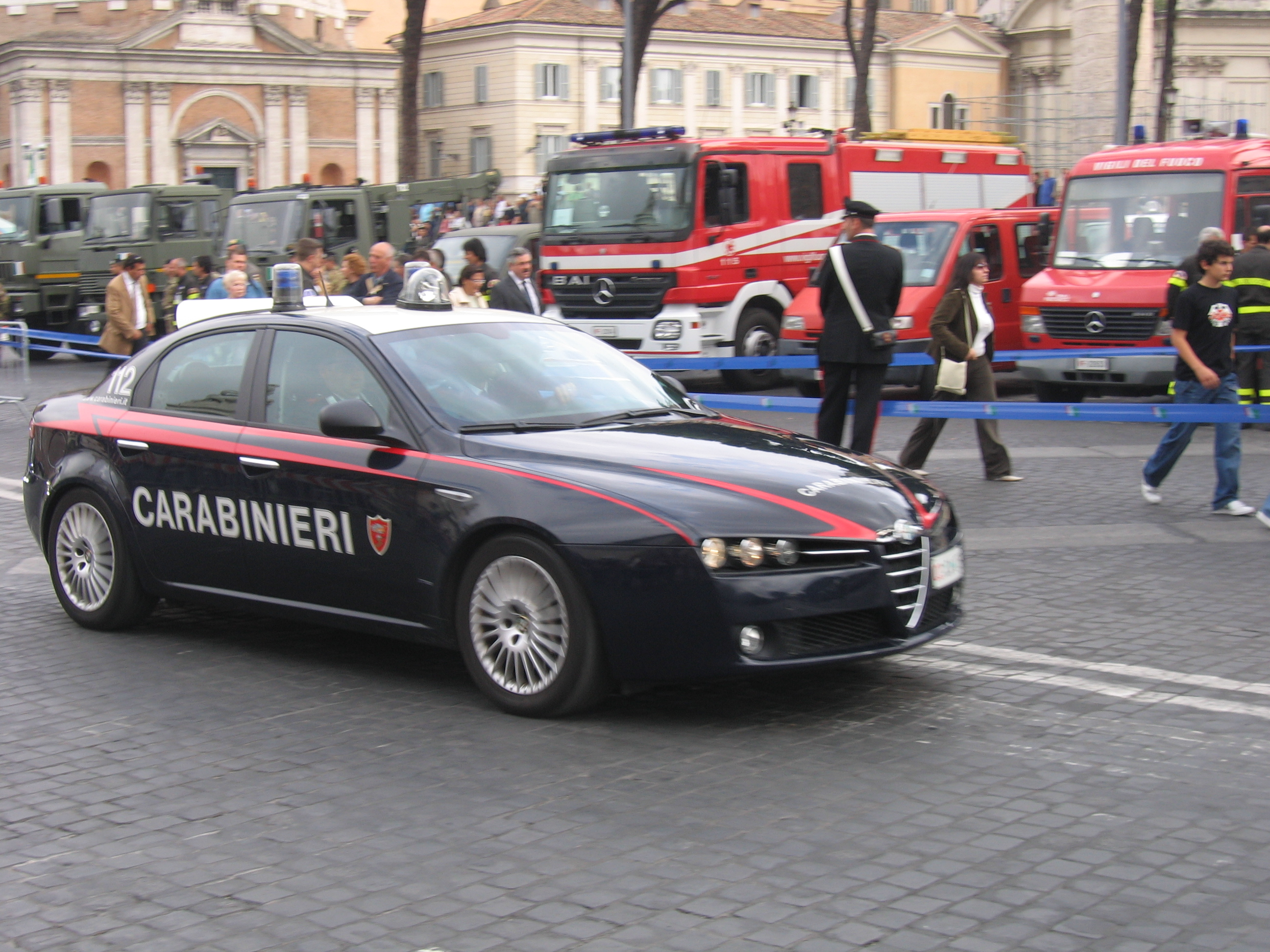
Služební Alfa Romeo 159

Karabiniéři (italsky Arma dei Carabinieri) je jednou ze čtyř italských bezpečnostních složek, která má na starost bezpečnost v malých městech a na venkově. Je to italská státní policie, která však vykonává i úkoly vojenské policie. Jedná se o četnický útvar, který ovšem z historických důvodů spadá pod ministerstvo obrany.

## Historie
Původně se jako carabinieri označovali velmi dobře vycvičení vojáci jednoho z italských pluků. Postupnou transformací se z nich stala právě složka chránící občany. Z historických důvodů se tak stanoviště karabiníků dodnes označuje jako kasárna (caserma).

## Hodnosti

### Karabiníci a svobodníci (Carabinieri e Appuntati)
- Carabiniere (karabiník)
- Carabiniere Scelto (vybraný karabiník)
- Appuntato (svobodník)
- Appuntato Scelto (vybraný svobodník)

### Správci (Sovrintendenti – Brigadieri)
- Vice Brigadiere (vice správce)
- Brigadiere (správce)
- Brigadiere Capo (vedoucí správce)

### Inspektoři/maršálové (Ispettori – Marescialli)
- Maresciallo (maršál)
- Maresciallo Ordinario (řadový maršál)
- Maresciallo Capo (vedoucí maršál)
- Maresciallo Maggiore (vyšší maršál)
- Luogotenente (poručík)

### Podřízení důstojníci (Ufficiali Subalterni)
- Sottotenente (podporučík)
- Tenente (poručík)
- Tenente Comandante (velící poručík)

### Vyšší důstojníci (Ufficiali Inferiori)
- Capitano (kapitán)
- Primo Capitano (velící kapitán)

### Velící důstojníci (Ufficiali Superiori)
- Maggiore (major)
- Maggiore Comandante (velící major)
- Tenente Colonnello (podplukovník)
- Tenente Colonnello Comandante (velící podplukovník)
- Colonnello (plukovník)
- Colonnello Comandante (velící plukovník)

### Generálové (Ufficiali Generali)
- Generale di Brigata (brigádní generál)
- Generale di Divisione (divizní generál)
- Generale di Corpo d'Armata (sborový generál)
- Generale di Corpo d'Armata Vicecomandante Generale (armádní generál – vice velitel karabiniérů)
- Generale di Corpo d'Armata Comandante Generale (armádní generál – vrchní velitel karabiniérů)